# Jean Jullou
Jean Jullou est un homme politique français né le 29 juillet 1757 à Bulat-Pestivien (Côtes-d'Armor) et mort le 8 février 1823.

## Biographie
Commissaire de la Marine, il est député du Finistère de 1815 à 1816, siégeant dans la majorité introuvable soutenant la Restauration.

## Sources
- « Jean Jullou », dans Adolphe Robert et Gaston Cougny, Dictionnaire des parlementaires français, Edgar Bourloton, 1889-1891 [détail de l’édition]